# Cannula Yankauer

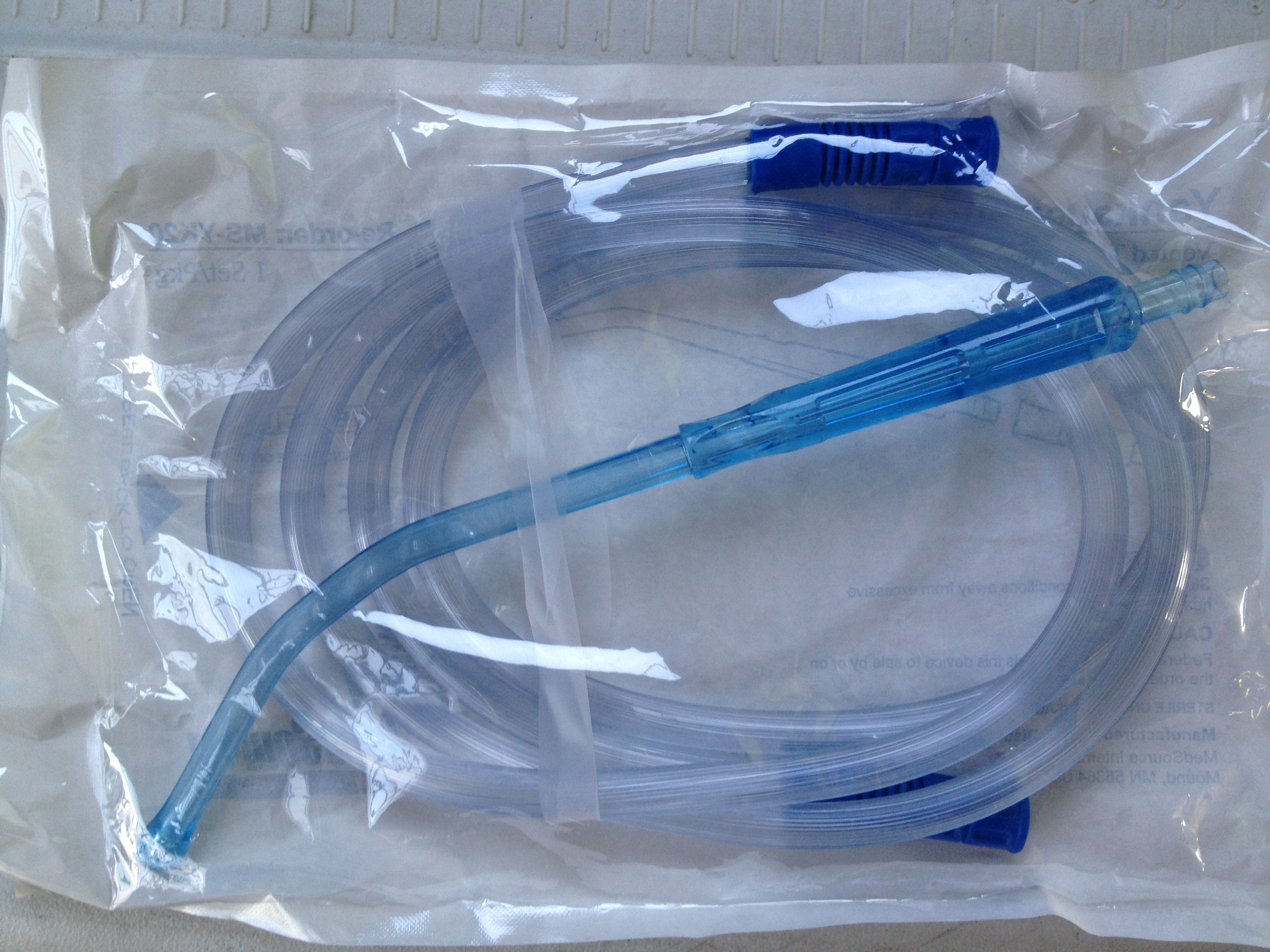
Una punta di aspirazione Yankauer

La cannula Yankauer, o anche solo Yankauer, è uno strumento di aspirazione orale, il più comune al mondo, utilizzato nelle procedure mediche. 
Tipicamente è una punta di aspirazione in plastica solida con un'ampia apertura circondata da una testa bulbosa ed è progettata per consentire un'aspirazione efficace senza danneggiare i tessuti circostanti. 
Questo strumento viene utilizzato per aspirare le secrezioni orofaringee, al fine di prevenire l'aspirazione nelle vie respiratorie. Uno Yankauer può anche essere utilizzato per pulire i siti operativi durante le procedure chirurgiche.

## Storia
Lo strumento è stato sviluppato intorno al 1907 dall'otorinolaringoiatra americano Sidney Yankauer (1872-1932). 